# ¿Qué pasa, USA?
¿Qué pasa, USA? fue el primer programa televisivo bilingüe (inglés/español) producido por el canal WPBT, la emisora de televisión pública de Miami.

## Descripción general
La serie narra la historia de la familia Peña, de origen cubano, y cómo tres generaciones se adaptan de manera distinta a vivir en el barrio de La Pequeña Habana de Miami. Mientras los jóvenes Joe (Joecito) y Carmen (Carmencita) se adaptan a la cultura estadounidense, sus abuelos, Adela y Antonio, mantienen sus costumbres de la isla.
La serie, producida con pocos recursos a finales de los años 70, marcó un hito por su reflejo del bilingüismo y del Spanglish como cotidianos entre los inmigrantes hispanos en el sur de Florida. Además muestra cómo una familia de inmigrantes intenta mantener sus raíces y costumbres en un país ajeno.
Los padres, Pepe y Juana, intentar criar a sus hijos adolescentes afrontando temas como el noviazgo, la represión sexual, el machismo, la discriminación, el racismo y la homosexualidad.
En la cuarta y última temporada, para paliar la falta del actor Steven Bauer (Ernesto "Rocky" Echevarría), el personaje de Iggy fue presentado. Iggy era el sobrino de Joe Peña que se fue a vivir a casa de los Peña en Miami.

## Reparto
El elenco de la serie estaba compuesto por veteranos actores cubanos como Velia Martínez y Luis Oquendo, además de Manolo Villaverde, Ana Margarita Martínez-Casado, Ernesto Echevarría y Ana Margarita Menéndez, actores formados en Estados Unidos.
Los personajes adicionales incluyen Sharo (Sharon Ann Martin), la estadounidense compañera de clase de Carmen, y Violeta (Connie Ramírez), una amiga cubana. Tanto Marta (Glenda Díaz Rigau) y Mrs. Allen (Jody Wilson) aparecen como personajes frecuentes.
En episodios concretos, actores como Andy García, Norma Zúñiga y Chamaco García fueron estrellas invitadas.

## Impacto
Aunque fue producido para consumo local en Miami, la serie de 39 capítulos acabó siendo transmitida en 144 ciudades de Estados Unidos y en numerosos países. En Ecuador alcanzó uno de los primeros puestos de niveles de audiencia.
Los actores alcanzaron cierta fama gracias a la serie.
- Datos: Q8076455